# Codice Squarcialupi

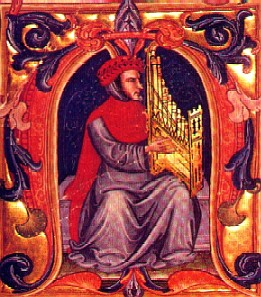
Illustrazione dal Codice Squarcialupi che mostra Francesco Landini mentre suona un organo portativo

Il Codice Squarcialupi (Firenze, Biblioteca Medicea Laurenziana, Med.Palat.87) è un codice musicale manoscritto realizzato a Firenze agli inizi del XV secolo. Esso è la principale fonte di musiche italiane del XIV secolo che riguardano compositori dell'ars nova.

## Descrizione
Consiste in 226 fogli riccamente illustrati ed in ottimo stato di conservazione, che ha consentito di avere una grande raccolta di musiche del periodo. Il codice comprende 146 pezzi di Francesco Landini, 37 di Bartolino da Padova, 36 di Niccolò da Perugia, 29 di Andrea da Firenze, 28 di Jacopo da Bologna, 17 di Lorenzo da Firenze, 16 di Gherardello da Firenze, 17 di Donato da Cascia, 12 di Giovanni da Cascia, 6 di Vincenzo da Rimini e piccole opere di altri compositori. Contiene inoltre 16 fogli bianchi che avrebbero dovuto contenere musiche di Paolo da Firenze, visto che sono intestati a questo compositore; l'interpretazione, pressoché unanime, degli studiosi è che i lavori non fossero ancora pronti al momento della stesura del manoscritto o che Paolo fosse lontano da Firenze in quel periodo.
Il manoscritto fu realizzato, quasi certamente, a Firenze nel monastero di Santa Maria degli Angeli, probabilmente fra il 1410 e il 1415. Paolo da Firenze può aver avuto una parte nella supervisione della stesura del manoscritto, anche se non esistono delle prove, e la mancanza delle sue opere è un vero mistero per i musicologi. Il manoscritto fu posseduto dall'organista Antonio Squarcialupi alla metà del XV secolo, quindi da suo nipote e poi passò alla famiglia Medici che lo fece confluire nella Biblioteca Palatina agli inizi del XVI secolo. Alla fine del XVIII secolo, durante il riordino tra opere a stampa e manoscritti nelle biblioteche fiorentine, è passato infine alla Biblioteca Medicea Laurenziana (collocazione Palatino 87).
Il primo foglio del codice porta le seguente dicitura: "Questo libro è di proprietà di Antonio di Bartolomeo Squarcialupi, organista di Santa Maria del Fiore." Le illustrazioni sono in oro, rosso, blu e porpora.
Tutte le composizioni del codice sono opere profane: ballate, madrigali e cacce; ve ne sono 353 e vanno dal 1340 al 1415.
Un'altra collezione di musiche del periodo è il Codice Rossi, compilato dal 1350 al 1370.